# Bolero (beklædning)
 For alternative betydninger, se Bolero. (Se også artikler, som begynder med Bolero)
En bolero er en trøje, der kun går til under skulderbladene, enten med lange eller korte ærmer.